# Монохромная фотоплёнка
Монохромная фотоплёнка — разновидность хромогенных фотоматериалов, позволяющая получать на фотоплёнке чёрно-белый (монохромный) негатив при обработке по унифицированному процессу C-41, предназначенному для цветных негативных плёнок.

## Особенности
Монохромные фотоплёнки, впервые появившиеся на рынке в 1980 году (Ilford XP1), оптимизированы для проявочных машин, рассчитанных на массовую лабораторную обработку цветных негативных фотоплёнок. Пригодность для процесса C-41, несмотря на более высокую сложность по сравнению с классической чёрно-белой проявкой, позволяет заменить ручную обработку распространённой машинной. В современной плёночной фотографии это избавляет от самостоятельного осуществления трудоёмкого «мокрого» процесса.
От классической чёрно-белой фотоплёнки монохромная отличается, кроме способа проявления, более мелким зерном и мягким контрастом. Кроме того, эмульсия обладает большой фотографической широтой, допуская существенные ошибки экспонирования и большую гибкость при печати. Особенность таких фотоплёнок в том, что изображение в них, как и в цветных, состоит из красителей, а не из металлического серебра. Однако, монохромная фотоплёнка имеет только один эмульсионный слой, панхроматический. Проявленное изображение обычно немного «сдвинуто» в синий оттенок из-за особенностей используемой цветообразующей компоненты.
Возможность обработки монохромных плёнок по процессу C-41 позволяет получить качественные чёрно-белые фотографии в современных автоматизированных минилабах. Некоторые монохромные плёнки, например Kodak BW400 CN, выпущенная в 1998 году, имеют характерную для цветных негативных оранжевую окраску, повторяющую цвет маски из окрашенных цветообразующих компонент. Такая окраска позволяет обойтись без дополнительной цветокоррекции при печати на минифотолабораториях, настроенных на цветные маскированные фотоплёнки. Такая окраска осложняет традиционную чёрно-белую печать на обычной несенсибилизированной бромосеребряной фотобумаге, которая тем не менее, возможна. Кроме того, становится невозможным подбор светофильтров при мультиконтрастной печати. Маскированные сорта монохромных плёнок дают наилучшие результаты при печати на цветных фотобумагах. Вместе с тем, существуют немаскированные сорта, печать с которых возможна как на обычных, так и на поликонтрастных фотобумагах. Долговечность красителей монохромных плёнок ниже, чем металлического серебра чёрно-белых, и сопоставима с цветными фотоматериалами того же типа.
При этом, монохромные плёнки более удобны при оцифровке фильм-сканером, оснащённым инфракрасным датчиком для программной очистки изображения от следов механических повреждений (система англ. Digital ICE). Изображение обычных чёрно-белых фотоплёнок, состоящее из металлического серебра, воспринимается таким датчиком как дефект и нормальное сканирование с включенным режимом очистки невозможно. Монохромные плёнки поддерживают автоматизированную очистку от загрязнений так же, как и цветные.

## Альтернативная проявка
Фотоплёнка «Ilford XP2» пригодна и для обработки по обычному процессу, использующемуся для классических чёрно-белых плёнок. Проявление возможно любым из проявителей, предназначенных для классических фотоматериалов. При этом готовое изображение состоит из металлического серебра, а красители не синтезируются. После фиксирования получается обычный чёрно-белый негатив, пригодный как для оптической фотопечати, так и для сканирования. Однако, в этом случае при сканировании режим «цифровой очистки» не работает. 

## Существующие сорта
На данный момент выпускаются следующие сорта монохромных фотоплёнок:
- Ilford XP2 Super 400 (рекомендуется для традиционной ч/б печати)[5];

Монохромные плёнки выпуск которых прекращён:
- Kodak BW400CN (рекомендуется для печати на цветной фотобумаге)[8] (снята с производства в 2014г)[9];
- Kodak Professional Portra 400BW (заменена на Kodak BW400CN);
- Kodak Profoto 400BW;
- Konica Monochrome VX 400 (компания ушла из фотобизнеса);